# Тасманијски ђаво
Тасманијски ђаво (лат. Sarcophilus harrisii) је врста торбара месождера са Тасманије. Једини је живећи представник рода Sarcophilus. После изумирања тилацина, постао је највећи торбар месождер у свету. Има црно крзно, а познат је по гласним и застрашујућим крицима које испушта. Из Аустралије је нестао пре више од 3 000 година опставши само на Тасманији. Због претње стоци, био је ловљен све до 1941. године, када је стављен под заштиту. Од касних 1990-их, међу тасманијским ђаволима је све заступљенији фацијални тумор, због чега је ова врста у опасности од изумирања.

## Таксономија
Верујући да је то врста опосума, природњак Џорџ Харис написао је први објављени опис тасманског ђавола 1807. године, назвавши га Didelphis ursina, због његових карактеристика попут медведа, као што је округло уво. Раније је одржао презентацију на ову тему у Зоолошком друштву у Лондону. Међутим, Џорџ Шо је 1800. дао то посебно биномско име обичном вомбату (касније прекласификованом као Vombatus ursinus), и стога није било доступно. Године 1838, Ричард Овен је примерак назвао Dasyurus laniarius, али га је до 1877. пренео у Sarcophilus. Савременог тасманијског ђавола назвао је Sarcophilus harrisii („Харисов љубитељ меса“) од стране француског природњака Пјера Боитара 1841. године.
Каснија ревизија ђавоље таксономије, објављена 1987. године, покушала је да промени име врсте у Sarcophilus laniarius на основу копнених фосилних записа само неколико животиња. Међутим, то није прихваћено од стране таксономске заједнице у целини; назив S. harrisii је задржан, а S. laniarius употребљено за фосилну врсту. „Вилзебубово штене” је било рано народно име које су му дали истраживачи Тасманије, у вези са религиозном фигуром која је принц пакла и помоћник Сатане; истраживачи су први пут наишли на животињу чувши њену далеко-достижући вокализацију ноћу. Сродна имена која су коришћена у 19. веку била су Sarcophilus satanicus („сатанистички љубитељ меса“) и Diabolus ursinus („медвеђи ђаво“), а све због раних погрешних схватања ове врсте као неумољиво опаке. Тасманијски ђаво (Sarcophilus harrisii) припада породици Dasyuridae. Род Sarcophilus садржи још две врсте, познате само из плеистоценских фосила: S. laniarius и S. moomaensis. Филогенетска анализа показује да је тасмански ђаво најближи сродник квола.
Према Пембертону, могућим прецима ђавола је можда било потребно да се пењу на дрвеће да би дошли до хране, што је довело до повећања величине и скакајућег хода многих торбара. Он је спекулисао да су ове адаптације можда изазвале необичан ход савременог ђавола. Теоретише се да се специфична лоза тасманског ђавола појавила током миоцена, при чему молекуларни докази указују на одвајање од предака квола пре између 10 и 15 милиона година, када су се озбиљне климатске промене одвијале у Аустралији, трансформишући климу од топлог и влажног до сушног, сувог леденог доба, што је резултирало масовним изумирањем. Пошто је већина њиховог плена умрла од хладноће, преживело је само неколико месождера, укључујући претке квола и торбарског вука. Нагађа се да је ђавоља лоза можда настала у овом тренутку како би попунила нишу у екосистему, као чистач који је уклањао стрвину коју би иза себе оставио торбарски вук који селективно једе. Изумрли Glaucodon ballaratensis из плиоценског доба назван је посредном врстом између квола и ђавола.
Фосилне наслаге у кречњачким пећинама у Наракурту, Јужна Аустралија, које датирају из миоцена укључују примерке S. laniarius, који су били око 15% већи и 50% тежи од савремених ђавола. Старији примерци за које се верује да су стари 50–70.000 година пронађени су у Дарлинг Даунсу у Квинсленду и у Западној Аустралији. Није јасно да ли је модерни ђаво еволуирао од S. laniarius, или су они у то време коегзистирали. Ричард Овен је заступао потоњу хипотезу у 19. веку, на основу фосила пронађених 1877. у Новом Јужном Велсу. Велике кости које се приписују S. moornaensis пронађене су у Новом Јужном Велсу, и претпоставља се да су ове две изумрле веће врсте можда ловиле и сакупљале лешеве. Познато је да је пре милионима година постојало неколико родова торбарског вука и да су били различити по величини, а мањи су се више ослањали на тражење хране. Пошто су ђаво и торбарски вук слични, изумирање коегзистирајућих родова торбарског вука је цитирано као доказ за аналогну историју ђавола. Спекулисало се да им је мања величина S. laniarius и S. moornaensis омогућила да се ефикасније прилагоде променљивим условима и да преживе дуже од одговарајућих торбарских вукова. Пошто је изумирање ове две врсте дошло у исто време када су људи живели у Аустралији, лов од стране људи и чишћење земљишта су разматрани као могући узроци. Критичари ове теорије истичу да су аутохтони Аустралијанци развили бумеранге и копља за лов само пре око 10.000 година, да је мало вероватан критичан пад броја услед систематског лова. Они такође истичу да пећине које насељавају Абориџини имају низак удео костију и слика ђавола на стенама, и сугеришу да је то показатељ да то није био велики део староседеоца живота. Један научни извештај из 1910. тврдио је да Абориџини више воле месо биљоједа него месождера. Друга заступљена теорија за изумирање је била да је то било због климатских промена које је изазвало најнедавније ледено доба.

### Генетика
Геном тасманског ђавола је секвенциониран 2010. године од стране Велком Траст Сангер института. Као и сви дасјуриди, ђаво има 14 хромозома. Ђаволи имају низак генетски диверзитет у поређењу са другим аустралијским торбарима и плацентним месождерима; ово је у складу са ефектом оснивача јер су распони величине алела били ниски и скоро континуирани кроз све мерене подпопулације. Алелни диверзитет је измерен на 2,7–3,3 у узоркованим подпопулацијама, а хетерозиготност је била у опсегу 0,386–0,467. Према студији Мена Џоунса, „проток гена изгледа опсежан до 50 km (31 mi)”, што значи високу стопу додељивања изворним или блиским суседним популацијама „у складу са подацима о кретању. У већим размерама (150–250 км или 93–155 ми), проток гена је смањен, али нема доказа за изолацију услед удаљености”. Острвски ефекти су такође можда допринели њиховој ниској генетској разноврсности. Периоди ниске густине насељености су такође могли створити умерена уска грла у популацији, смањујући генетски диверзитет. Сматра се да је низак генетски диверзитет карактеристичан за популацију тасманског ђавола још од средине холоцена. Епидемије ђавољег тумора лица (DFTD) изазивају повећање инбридинга. Подпопулација ђавола на северозападу државе генетски се разликује од других ђавола, али постоји извесна размена између две групе.
Анализа полиморфизма конформације ланца (OSCP) на домену класе I главног комплекса хистокомпатибилности (MHC), узета са различитих локација широм Тасманије, показала је 25 различитих типова и показала различит образац MHC типова у северозападној Тасманији до источне Тасманије. Ђаволи на истоку државе имају мање MHC разноликости; 30% је истог типа као тумор (тип 1), а 24% је типа А. Седам од сваких десет ђавола на истоку су типа А, Д, Г или 1, који су повезани са DFTD; док само 55% западних ђавола спада у ове MHC категорије. Од 25 MHC типова, 40% је искључиво за западне ђаволе. Иако је северозападна популација генерално мање генетски разнолика, она има већу разноликост MHC гена, што им омогућава да подигну имуни одговор на DFTD. Према овом истраживању, мешање ђавола може повећати шансе за болест. Од петнаест различитих региона на Тасманији обухваћених овим истраживањем, шест је било у источној половини острва. У источној половини, Епинг шума је имала само два различита типа, од којих је 75% било тип О. У области Бакланд-Нагент, била су присутна само три типа, а било је у просеку 5,33 различита типа по локацији. Насупрот томе, на западу, Кејп Корел је дао три врсте, а Тогари Норт-Кристмас Хилс је дао шест, али осталих седам локација имало је најмање осам MHC типова, а Вест Пенсил Пајн је имао 15 типова. У просеку је било 10,11 типова MHC по локацији на западу. Недавна истраживања су показала да дивља популација ђавола брзо развија отпор према DFTD.

## Физички опис
Тасмански ђаво је највећи живи тоболчар-месојед у Аустралији. Здепасте је грађе, са великом главом и репом који чини половину дужине тела. Необично за торбара, предњи удови су нешто дужи од задњих. Могу трчати брзином до 13 км на сат на кратке раздаљине. Крзно је обично црно, а неправилне беле шаре на прсима и тртици су честе. Мужјаци су обично већи од женки, са просечном дужином од 652 mm од главе до почетка репа. Реп је дуг 258 mm. Просечна тежина је 8 kg. Просечна дужина тела и главе код женке је 570 mm, са репом од 244 mm и просечном тежином од 6 kg. Просечна дужина живота тасманског ђавола у дивљини је 6 година, али у заточеништву дуже живе.
Тасмански ђаво накупља масти у свом репу, па нездрави ђаволи обично имају танке репове. Користи мирисне жлезде при бази репа да означе тло иза себе мирисом. Када га се узнемирава, ђаво испусти одвратан смрад, скоро исто тако смрдљив као код твора.
Ђаво има дуге бркове на лицу и груде на глави. Помажу му да нађе плен у мраку, а показују и колико је други ђаво близу док се хране. Слух је доминантно чуло, а такође има и одлично чуло мириса. Како тасмански ђаволи лове ноћу, изгледа да виде црно-бело. Тако могу лахко видети покрете, али имају тешкоћа када гледају предмете који се не померају.
Једна анализа снаге угриза код сисара у односу на величину тела показује да ђаво има најјачи угриз, преко 35.000 kPa. Снага угриза је тако велика јер је и глава велика. Такође има и зубе који расту полако током живота. Зуби и вилице тасманског ђавола и хијене су слични, што је један пример конвергентне еволуције.

## Исхрана
Лове свој плен сами, али једу у групи, притом праве велику буку, испуштају храпаве гласове који се чују километрима далеко, јер се око ловине окупи и до 12 јединки. Нису пробирљиви што се избора хране тиче, лове и једу вомбате, мале сисаре, гмизавце, рибе, жабе, инсекте и чак домаће животиње, нпр. лешеве оваца. Једу много, поједу у просеку хране количински у вредности од 15% њихове укупне телесне масе, а могу појести и до 40% своје укупне масе. Врло су им мале потребе за водом. Спадају у животиње са најмањом потрошњом воде, тј. са најмањом потребом.

## Станиште
Насељавају читаву територију Тасманије, има их и у урбаним насељима. Посебно им погодују суве шумске области и обална, шумом окружена подручја.

## Рак лица
Године 1995. тумор лица тасманијског ђавола опустошио је популацију ових животиња у Тасманији. Око 65% популације је било заражено. Смртност је 100% у популацији од 12 - 18 месеци живота. Порекло ове врсте рака је још увек непознато, истраживања се спроводе, мониторинг врсте постоји. Из популација се одстрањују све болесне јединке, ради спречавања ширења заразе, јер је утврђено да је болест „прелазна“. Животиње се заразе контактом или током заједничке исхране. До смрти долази јер болест оштећује у великој мери њихово лице, када више не могу да се хране, умиру од глади. Један од узрока може бити и изузетно ниска стопа генетичке разноврсности и хромозомске мутације јединствене и чешће међу карниворним сисарима. Потпуно здраве јединке издвојене су и гаје се заштићене и надзиране од стране Аустралијске владе, за случај да дође до изумирања популације која живи слободно у природи.

## Понашање

### Активност и територијалност
Активни су у сумрак и током ноћи, тада лове свој плен. Током дана се одмарају и дремају у жбуњу или јазбинама. Територијалне су животиње, заузимају простор од 8 - 20 km², али се он може преклапати и са територијом других животиња. Обележавају своју територију својим урином или изметом, дају до знања другим јединкама да је одређена јазбина заузета.

### Социјална структура
Солитарне су животиње, групишу се само током исхране, јединке заједно комадају плен.

### Хијерархија
Обично установљују доминацију својим ставом и гласним звуковима, где долази и до међусобних окршаја, који су чести у
сезони парења једнако као и за време исхране.

### Звучна и визуелна комуникација
Слух је код њих изузетно добро развијен. Проучавањем ових животиња током храњења, примећено је 20-ак различитих положаја тела, међу којима је и карактеристично злобно, јогунасто зевање и 11 различитих вокалних начина изражавања.

### Хемијска комуникација
Имају одличан осећај за мирисе. Када је узнемирен или нападнут, у самоодбрани испушта веома непријатан мирис, налик
ономе код твора. Територију обележавају урином или изметом.

### Визуелна комуникација
Када су узнемирени и љути, уши им поцрвене и то постане врло уочљиво. Крв надире у уши, а оне су без длачица и имају танку кожу, што додатно олакшава посматрачу да одреди у каквом је расположењу ова животиња. Пошто су тасманијски ђаволи ноћне животиње, тј. лове ноћу, вид им је најјаснији у црно-белој техници. Под оваквим условима обично запажају објекте који се крећу, али врло тешко виде објекте који мирују.

### Начин кретања
Није нарочито способан за верање по дрвећу, али је добар пливач и успева вешто да избегне опасност тако што у трену склизне испод површине воде, а уколико га гоне, у стању је да неприметно пређе знатне раздаљине пре него што изрони, обично на скровитом месту.

### Репродукција и брига о потомству
Сезона парења је у пролеће и лето и највише младунаца се окоти у периоду од новембра до марта. Женке достижу полну зрелост у другој години живота, фертилне су једном годишње. Мужјаци се боре за њихову наклоност, те се женке паре са доминантним мужјаком. Парење се одвија у марту, независно од доба дана или ноћи. Једну женку може парити и више мужјака, ако није чувана од стране доминантног мужјака. Код женки се оплоди више јајних ћелија и на свет долази више младунаца, не само један, као код већине торбара. Гравидитет траје 21 дан и рађа се чак 20-ак сићушних младунаца који теже само од 0,18-0,24г. Чим се роде, почиње компетиција на путу до мајчине торбе и брадавице. Женка има само 4 брадавице, па ће тако само 4 младунца успети да преживе, остале ће вероватно појести мајка. У просеку преживи више малих женки него мужјака. Торба је окренута другачије, улаз је са задње стране, те мајка нема увида у оно што се у торби дешава са младунцима. Младунци у торби остају закачени за брадавицу и хране се мајчиним млеком наредних 105 дана. Сисајући напредују брзо, па напуштају торбе теже око 500г. Након 15 дана уши су видљиве. Очни капци се појаве након 16 дана, бркови након 17 дана, усне након 20 дана. Младима почне расти крзно након око 49 дана, а након 90 имају цело крзно. Очи им се отворе кратко након развитка крзна - између 87 и 93 дана. У периоду од октобра до децембра су још увек у мајчиној близини истражујући околину и живе са њом у јазбини, а у јануару се потпуно осамостаљују. Женке одгајају младе шест мјесеци током једне године.